# 徐文恺
徐文恺（1984年11月30日—），网络化名aaajiao，是年轻艺术家徐文恺的化名，也是他虚构的网络分身。1984年（他的出生年份恰好是乔治·奥威尔经典预言式小说的名称），出生于中国最古老城市之一的西安，aaajiao的创作结合了浓重的反乌托邦意识、对文人精神的反思。他的很多作品都致力于探索新的科技和媒体影响之下的文化现象和政治策略，从社交媒体写作、数据处理，到网络和移动媒介下的新美学景观。作为今天全球新一代媒体艺术的代表人物，aaajiao将今天中国特殊的社交媒体文化、科技运用带入了国际艺术的话语和讨论。
aaajiao的作品频繁展出于全球的美术馆和艺术机构，例如：《1989年到今天：网络时代的艺术》，美国波士顿当代艺术中心 ICA Boston，2018；《非真实》，瑞士巴塞尔电子艺术之家（HeK），2017；《身体·媒体II》，上海当代艺术博物馆，2017；《上海种子》，2017；《带我走（我是你的）》（由Hans Ulrich Obrist与Jens Hoffmann策展），美国纽约犹太人美术馆，2016；《时间转向：当代亚洲的艺术与思辨》，美国堪萨斯斯班塞美术馆，2016；《波普之上》，上海余德耀美术馆，2016；《黑客空间》（由Hans Ulrich Obrist与Amira Gad策展），香港K11艺术基金会临时空间及上海chi K11美术馆，2016；《全方位：全控制和言论控制》，德国ZKM卡尔斯鲁厄艺术与媒体中心，2015；《齐物等观——2014国际新媒体艺术三年展》，北京中国国家美术馆，2014，等。
他近期个展包括2016年英国曼彻斯特华人艺术中心以及同年OACT西安馆的《电子遗留物》等。2014年，他不仅获得了第三届三亚艺术季暨华宇青年评审大奖，亦入围首届 OCAT皮埃尔·于贝尔奖。
aaajiao现生活、工作于上海、柏林两地。